# Estadi Neza 86
L'Estadi Neza 86 és un estadi de futbol de la ciutat de Ciudad Nezahualcóyotl, a Mèxic.
Va ser inaugurat l'any 1981 i va ser seu de la Copa del Món de Futbol de 1986.
Aquest estadi ha estat la seu dels clubs Deportivo Neza (1981-1988), Potros Neza (1988-89), CF Atlante (2002-04), Atlante Potros Neza (2004-05), Atlante UTN (2009-10), Club Proyecto Tecamachalco (2000-15), Toros Neza (1993-02, 2010-13, 2014-15, 2020-), Leviatán (2021-).